# اچ‌تی‌سی وان وی
اچ‌تی‌سی وان وی تلفن همراه هوشمند دارای سیستم‌عامل اندروید نسخه ۴ توسط شرکت اچ‌تی‌سی است که در ماه فوریه ۲۰۱۲ رونمایی شد و از نیمه دوم ۲۰۱۲ قابل دسترس بود. این تلفن از سری وان (One) شرکت اچ‌تی‌سی است که به‌همراه وان اس و وان اکس در کنگره جهانی موبایل ۲۰۱۲ معرفی شد.

## دوربین
اچ‌تی‌سی وان وی از دوربین ۵ مگاپیکسلی برخوردار است و به پانزده لنز و تکنولوژی انحصاری اچ‌تی‌سی (اچ‌دی‌ار) مسلح می‌باشد.

## طراحی
دماغه زیرین این گوشی ممکن است برای عده‌ای ملموس نباشد. اما بر سهولت کار می‌افزاید. جنس آن از نوعی آلیاژ کربن است که در نوع خود کم نظیر است.

## صفحه نمایش
صفحه نمایش ۳٫۷ اینچی و تراکم پیکسلی و رزولوشن بالای آن سبب شده صفحه نمایش آن از زاویه ۹۰ درجه‌ای هم به خوبی رؤیت شود.